# Manavadar

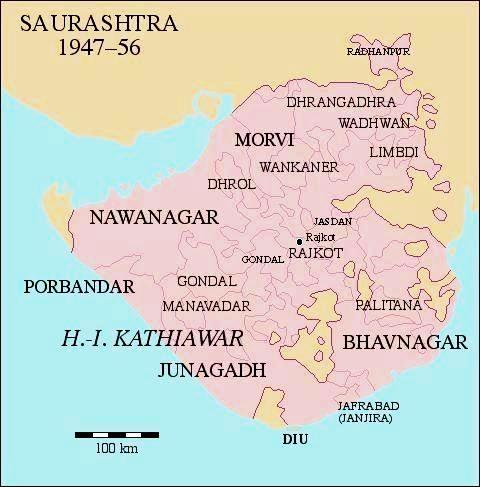
Manavadar a un mapa de la zona de Kathiawar

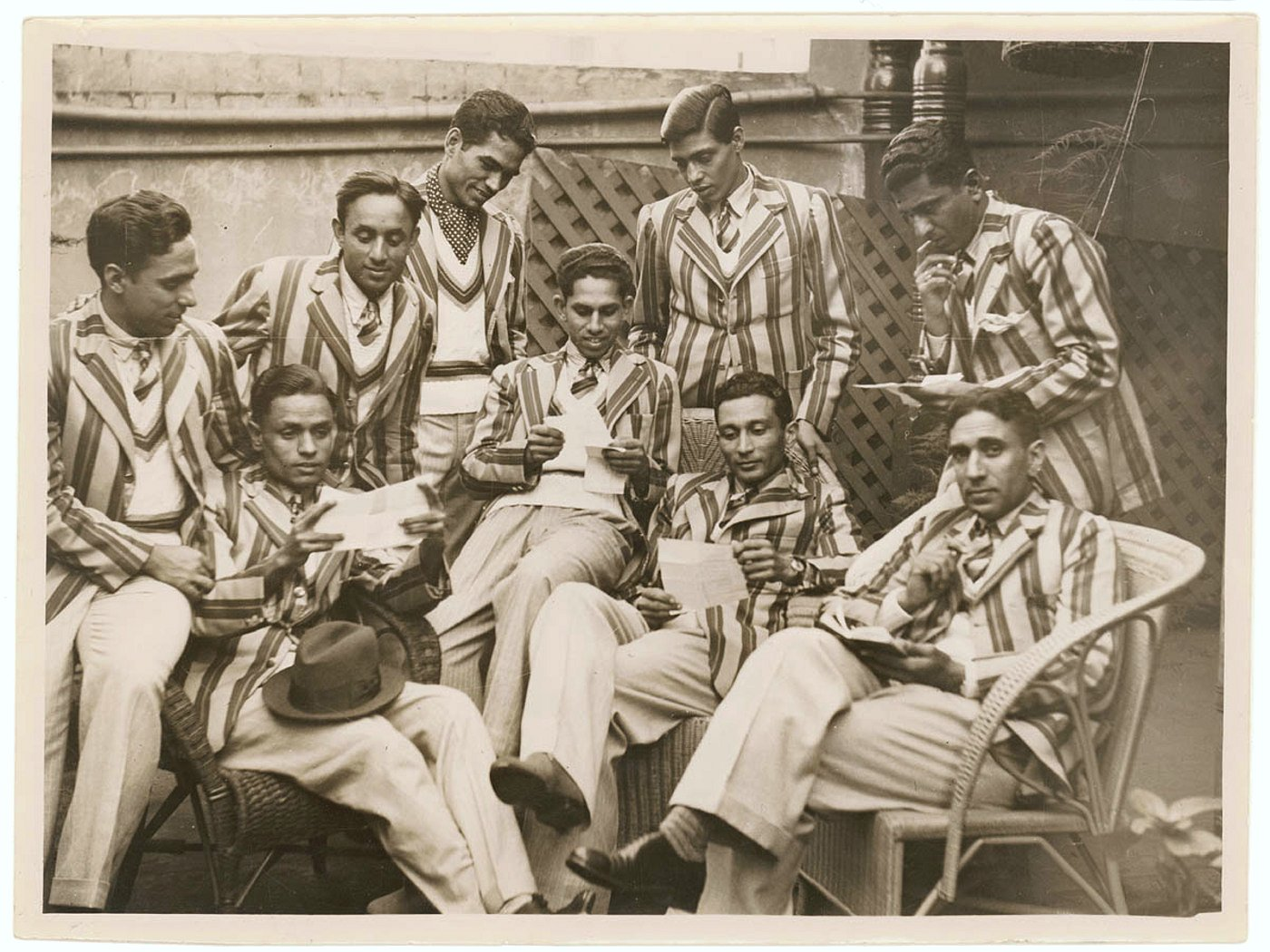
L'equip de hoquei de l'estat a Sydney. Juny 1938; fotografiat per Sam Hood

Manavadar (o Bantva-Manavadar) fou un estat tributari protegit a l'agència de Kathiawar, prant de Sorath, presidència de Bombai, amb una superfície de 233 km². La població el 1901 era de 14.478 habitants repartida en 23 pobles (el 1881 s'assenyalen 52 pobles). Els ingressos el 1903 eren de 235.447 rúpies.
Era estat de tercera classe a Kathiawar. La família governant eren musulmans descendents d'un fill segon del nawab de Junagarh. La taluka de Bantva fou segregada de Junagarh (1730) pels dos germans més joves del nawab que se la van repartir el 1733. Va establir un tractat amb els britànics el 1807. Hi havia dos tributaris: un resident a Bantva a Manavadar i un altre a Sardargarh. El 1931 fou elevat a estat de segona classe. El setembre de 1947 el kan va accedir a Pakistan igual com havia escollit de fer el nawab de Junagarh. Sota pressió militar de l'Índia, l'estat va accedir finalment a l'Índia el 15 de febrer de 1948.
La capital, Manavadar, estava a 7 km a l'est de Bantva i a 35 al sud-oest de Junagarh i el 1881 tenia 2.482 habitants. Manavadar actualment és una ciutat i municipalitat del districte de Junagadh a Gujarat amb una població el 2001 de 27.559 habitants.

## Bandera
La bandera era rectangular amb tres franges horitzontals, blau (clar), cinc franges i blau clar. La franja central estava dividida al seu torn en cinc franges o barres, negre la superior central i inferior, vermella la segona superior i groga la quarta. L'escut estava al damunt del tot brodat en plata o blanc.

## Llista de kans
Diler Khan Salabat Mohammad Khan 1733 - 1760 
Dilawar Khan Salabat Mohammad Khan 1760 - ....
Sadar Khan Sadar Khan
Ghazafar Khan Sadar Khan
Kamal al-Din Khan Ghazafar Khan 
Jorawar Khan Kamal ad-Din Khan ... - 1882 
- Ghazafar Khan Zorawar Khan 1882 - 1888 (fill)
- Fath al-Din Khan Ghazafar Khan 1888 - 1918 (fill)
- Muin al-Din Ghulam Khan Fateh 1918 - 1948 (fill, + 2003 amb 92 anys)